# Mina Serrano
Mina Serrano (Granada, 1997) es una actriz española, conocida por interpretar a la vedette Cris Miró en la serie de televisión argentina Cris Miró (Ella).

## Primeros años y carrera
Mina Serrano nació en Granada en 1997, y a los 17 años se trasladó a Madrid para estudiar arte dramático.
Mientras estudiaba en el Real Conservatorio de Madrid comenzó su carrera trabajando como artista de cabaret. Tiempo después debutó en la actuación a través de la película italiana The Fabulous Ones, de 2022.
En 2024 saltó al estrellato tras protagonizar la serie web argentina Cris Miró (Ella), basada en la vida de Cris Miró, legendaria vedette y mujer trans argentina, a la cual la propia Mina Serrano conoció 20 años después de su muerte, cuando un amigo suyo le regaló el libro Las malas, de Camila Sosa Villada.

## Premios y nominaciones
En 2024 fue nominada en dos categorías distintas al premio Produ por su papel en Cris Miró (Ella), siendo nominada a Mejor Actriz Revelación y Mejor Actriz Principal de Serie Biográfica.

## Filmografía
- The Fabulous Ones (2022)
- Cris Miró (Ella) (2024)